# 満潮に乗って
『満潮に乗って』（まんちょうにのって、原題：Taken at the Flood）は、イギリスの小説家アガサ・クリスティによって1948年に発表されたエルキュール・ポアロ物の長編推理小説である。

## あらすじ
若い未亡人と再婚した大富豪のゴードン・クロード。彼は一族の生活を支えており、一族全員が彼の庇護のもとにあった。だが、彼は空襲で死亡し、財産は全て若い未亡人のロザリーンが継ぐことになった。それ以来、一族の生活費の支出は、実質的にロザリーンの兄のデイヴィッドの許可が必要になった。
「彼女さえいなければ」
戦争が人の心を闇にしていく。
ポアロは空襲から避難した場所で居合わせたポーター少佐から、アフリカにいる彼の友人ロバート・アンダーヘイと彼の不幸な結婚についてや、その妻はその後ゴードン・クロードの妻となったが、アンダーヘイがまだ死んでいないかもしれないことを聞く。
戦時中は王立婦人海軍に所属していたリン・マーチモントは、ウォームズリー・ヴェイル村にある母の実家に戻る。当初は幸せに感じたが、やがて退屈になってくる。彼女は戦前からゴードンの甥で農夫のローリイ・クロードと婚約していた。
デイヴィッドは妹とその財産を守っている。ゴードンの兄ジャーミイ・クロードは仕事上のミスで金に困っている。妻のフランセスは勇気を出して、デイヴィッドの留守中にロザリーンに500ポンドを無心し、ロザリーンは小切手を書くも、デイヴィッドはフランセスからの頼みを怒り心頭で断る。
村の宿「スタッグ」にイーノック・アーデンと名乗る男が現れ、ロザリーンの最初の夫ロバート・アンダーヘイを見つける方法を知っていると言ってデイヴィッドを脅迫しようとする。2人の会話は女主人に聞かれ、女主人はそれをローリイ・クロードに話す。数日後、撲殺されたアーデンの死体が宿の部屋で発見される。その日、デイヴィッドはロンドン行きの最終列車に乗るために駅に急ぐ途中でリンに会い、ロンドンについてから午後11時過ぎにアパートから彼女に電話をかけ、彼女を愛していることや彼女のためにはなれない旨を話していた。殺人は午後9時前に起こったと考えられるので、彼には十分な機会と動機があり、逮捕される。
ローリイ・クロードはポアロに、死んだアーデンの正体を探ってほしいと頼む。ポアロはポーター少佐に尋ねる。ロザリーンは遺体を見て、その男をまったく知らないと言う。検死尋問でポーターは、アーデンはロバート・アンダーヘイであると言い、陪審員たちはデイビッドによる故意の殺人と判定する。アンダーヘイが生きていたのであればロザリーンの再婚は無効だったことを意味するため、ゴードンの遺産はクロード家に戻ることになる。
ポアロは村の人々に話を聞く。宿の客は事件当夜、スカーフを巻いた化粧の濃い女が被害者の部屋に入っていくのを目撃していた。警察は、デイヴィッドが犯行時刻にロンドン行きの列車に乗っていたと考え、彼を釈放して女性についてもっと真剣に調べる。ポアロは死因が暖炉の大理石の縁に頭をぶつけたことだと知る。彼はそれが故意の殺人ではなく、事故死であると提案する。
リンはデイビッドと恋に落ちる。ポーター少佐がロンドンで遺書を残さずに自殺してしまう。ポアロはフランセス・クロードの家にあった写真から、アーデンが彼女と親戚であることに気づき、彼女は彼がいとこのチャールズ・トレントンであったと白状する。彼女はポーター少佐のアンダーヘイの話を聞いて、ロザリーンを脅迫する計画を思いついたのだった。
ポアロとリンがロザリーンの自宅を訪ねると、ロザリーンがベッドで死んでいるのが発見される。医師は枕元にあった無害な睡眠薬を確認する。スペンス警視は、彼女が殺人犯だったのではないかと言う。ロザリーンの死因はモルヒネの過剰摂取と判明する。
リンはデイビッド・ハンターと結婚したいとローリイに告げ、彼は激怒してリンの首を締めようとするが、そこにポアロが入ってくる。まもなくデイビッドが到着し、ポアロがすべてを説明する。ローリイはアーデンを訪ね、フランセスに似ているのを見て、その企みに気づいて怒ってアーデンを殴り、彼は倒れて暖炉の大理石に頭を打って死んでしまった。ローリイはデイヴィッドによる殺人に見せるため火かき棒でアーデンの頭を殴りつけ、デイヴィッドのライターを現場に残した。ローリイはポーターを説得して死体がアンダーヘイであると証言させた。ポーターは罪の意識から自殺した。デイヴィッドはアーデンの脅迫に金を払おうと宿を訪れてアーデンの死体を発見し、ロンドン行きの列車に乗り遅れたため、女装して宿に戻って目撃され、死亡時刻を偽装した。そしてロザリーンに協力させて、リンへの電話をロンドンからだと思わせた。
3人の死者のうち、1人は事故死、1人は自殺、1人は殺人だとポアロは言う。唯一の殺人事件の被害者はロザリーンである。実はこの女性はデイヴィッド・ハンターの妹ではなく、爆破の際に本当のロザリーンが殺され、当時の家政婦アイリーン・コーリガンがデイヴィッドにそそのかされて彼女になりすましたのだった。彼はこの共犯者をモルヒネで殺し、愛するリンと結婚しようとしたのである。ローリイはアーデンことトレントンとポーターの死に罪悪感を感じるが、リンはローリイのもとへ戻り、彼を愛していることに気づく。

## 登場人物
- ゴードン・クロード - 百万長者。空襲で死亡
- ロザリーン・クロード - 若い未亡人。ゴードンの再婚相手
- デイヴィッド・ハンター - ロザリーンの兄
- ロバート・アンダーヘイ - ロザリーンの前夫。既に死亡したとされる
- アデラ・マーチモント - ゴードンの姉
- リン・マーチモント - アデラの娘
- ローリイ・クロード - ゴードンの甥
- ジャーミイ・クロード - ゴードンの兄
- フランセス・クロード - ジャーミイの妻
- ライオネル・クロード - ゴードンの弟
- ケイシイ・クロード - ライオネルの妻
- ポーター - アンダーヘイの友人
- ビアトリス・リピンコット - 旅館の主人
- スペンス - オーストシャー警察の警視[1]
- エルキュール・ポアロ - 探偵

## タイトル
満潮に乗って（Taken at the Flood）は『ジュリアス・シーザー (シェイクスピア)』の第4幕第3場でのブルータスの以下の台詞に因む。
There is a tide in the affairs of men, Which taken at the flood, leads on to fortune. Omitted, all the voyage of their life is bound in shallows and in miseries. On such a full sea are we now afloat. And we must take the current when it serves, or lose our ventures.
坪内逍遥訳

潮時は人間の行動にも有る、満潮に乗じて事を行なえば首尾よく運ぶが、その機を誤るというと一生中航海ごとに浅洲暗礁に乗り上げて浅ましい最期を遂げる。わが軍はちょうど満潮の海に浮かんでいるのだ。この潮流を利用するか、難船して貨物を失うか取らんけりゃならん。

## 日本語訳版
| 出版年          | タイトル     | 出版社   | 文庫名                          | 訳者       | 巻末                           | ページ数 | ISBNコード     | カバーデザイン  | 備考 |
| --------------- | ------------ | -------- | ------------------------------- | ---------- | ------------------------------ | -------- | -------------- | --------------- | ---- |
| 1957年 12月15日 | 満潮に乗って | 早川書房 | ハヤカワ・ポケット・ミステリ384 | 恩地三保子 |                                | 237      |                |                 |      |
| 1976年 7月31日  | 満潮に乗って | 早川書房 | ハヤカワ・ミステリ文庫 HM1-9    | 恩地三保子 | アガサ・クリスティー著作リスト | 346      | 4150700095     | 真鍋博          |      |
| 2004年 6月14日  | 満潮に乗って | 早川書房 | ハヤカワ・クリスティー文庫 23   | 恩地三保子 | 解説 中川右介                  | 431      | 978-4151300233 | Hayakawa Design |      |

## 翻案作品

### テレビドラマ
名探偵ポワロ『満潮に乗って』
シーズン10 エピソード4（通算第57話）  イギリス2006年放送
細かい設定に差異はあるが、概ね原作に沿った内容である。
- エルキュール・ポワロ: デヴィッド・スーシェ
- デビッド・ハンター: エリオット・コーワン
- ロザリーン: エヴァ・バーシッスル
- リン・マーチモント: アマンダ・ダウジ
- ローリー・クロード: パトリック・バラディ
- アデラ・マーチモント: ジェニー・アガター
- ジェレミー・クロード: ピップ・トレンス
- フランシス・クロード: ペニー・ダウニー

### ラジオドラマ
BBC Radio 4で2004年に放送された。